# Selenicereus murrillii
Selenicereus murrillii ist eine Pflanzenart in der Gattung Selenicereus aus der Familie der Kakteengewächse (Cactaceae). Das Artepitheton murrillii ehrt den US-amerikanischen Mykologen William Alphonso Murrill, der am New York Botanical Garden tätig war.

## Beschreibung
Selenicereus murrillii wächst kletternd lithophytisch und wird bis zu 6 Meter (oder mehr) lang. Aus den schlanken, dunkelgrünen Trieben von bis zu 8 Millimetern Durchmesser entspringen zahlreiche Luftwurzeln. Auf ihren 7 bis 8, niedrigen, stumpfen, etwas purpurfarbenen, weit voneinander getrennten Rippen sitzen weiß bewollte Areolen. Es sind 5 bis 6 Dornen vorhanden. Der kürzeste ist grünlich bis schwarz und konisch, der längste zurückgebogen und bis zu 2 Zentimeter lang.
Die reinweißen Blüten sind bis 15 Zentimeter lang und erreichen ebensolchen Durchmesser. Die Früchte sind nicht beschrieben.

## Verbreitung, Systematik und Gefährdung
Selenicereus murrillii ist im mexikanischen Bundesstaat Colima verbreitet.
Die Erstbeschreibung wurde 1920 von Nathaniel Lord Britton und Joseph Nelson Rose veröffentlicht. Nomenklatorische Synonyme sind Cereus murillii (Britton & Rose) A.Berger (1929) und Mediocactus murrillii (Britton & Rose) Doweld (2002).
In der Roten Liste gefährdeter Arten der IUCN wird die Art als „Vulnerable (VU)“, d. h. als gefährdet geführt.

## Nachweise